# Mangel (Qualität)
Der Qualitätsmangel ist in der Wirtschaft die negative Abweichung der Produktqualität oder Dienstleistungsqualität vom marktüblichen Standard.

## Etymologie
Unter dem althochdeutschen Verb mangolōn verstand man im Jahre 863 „ermangeln, entbehren“. Eine Sache besaß nicht den Qualitätsstandard, der ihr allgemein zugeschrieben wurde oder den jedermann von ihr erwarten konnte. Ihre Brauchbarkeit musste beeinträchtigt sein.

## Allgemeines
Nach dem Text der Norm ISO 9000 liegt ein Mangel stets dann vor, wenn ein Gerät (genauer: ein Arbeitsergebnis) zu seinem vorgesehenen Zweck nicht in vollem Umfang geeignet ist. Dabei ist es unerheblich, ob die fehlenden Leistungsmerkmale in Form einer Anforderung dokumentiert worden sind oder nicht. Im Gegensatz zum Begriff „Mangel“ kennt die ISO 9000 den Begriff Fehler, der die Nicht-Erfüllung einer Anforderung bezeichnet. Qualität ist deshalb die tatsächliche Beschaffenheit im Vergleich zur gestellten Qualitätsanforderung. Mangelhafte Waren oder Dienstleistungen eignen sich nicht für die nach dem Kaufvertrag vorausgesetzte Verwendung oder weisen nicht die Beschaffenheit auf, die bei Sachen der gleichen Art üblich ist und die der Käufer nach der Art der Sache erwarten kann.
Auftretende Mängel können im Alltag vielfältig sein, sie reichen von eingeschränkter Funktionalität bei Produkten bis zum Reisemangel bei Dienstleistungen.

## Rechtsfragen
Sachmängel können gemäß § 434 Abs. 1 BGB Qualitätsmängel (Schlechterfüllung, lateinisch peius), Quantitätsmängel (Mengenfehler, lateinisch minus) oder Falschlieferung (lateinisch aliud) sein. Das Aliud ist begrifflich zwar kein Sachmangel, wird aber rechtlich wie dieser behandelt. Das Kaufrecht spricht allerdings nicht vom Qualitätsmangel, sondern von der Beschaffenheit (Übersetzung von lateinisch qualitas) des Kaufgegenstandes. Hiermit ist der tatsächliche Zustand gemeint. Dieser umfasst die der Sache anhaftenden Eigenschaften wie Alter (neu oder gebraucht), Größe (Abmessungen), Gewicht, Haltbarkeit, Verschleiß oder Herstellungsmaterial. Fehlt es an der zugesicherten oder üblichen Beschaffenheit, liegt ein Mangel vor.
Auch Montagemängel oder mangelhafte Montageanleitungen (§ 434 Abs. 2 BGB) sind Qualitätsmängel. Verpackungsmängel sind nur dann Qualitätsmängel, wenn die Verpackung auf die Erhaltung der Ware von Einfluss ist (etwa bei der Vakuumverpackung). Der Begriff des Qualitätsmangels gilt nicht nur im Kaufrecht, sondern auch bei Dauerschuldverhältnissen wie Miete, Leihe, Pacht oder Leasing.
Eine mangelhafte Warenlieferung liegt gemäß § 377 Abs. 1 HGB beim Handelskauf vor, wenn der Kaufgegenstand einen Qualitätsmangel aufweist. Nach § 360 HGB ist regelmäßig Durchschnittsware („Handelsgut mittlerer Art und Güte“) geschuldet.

## Wirtschaftliche Aspekte

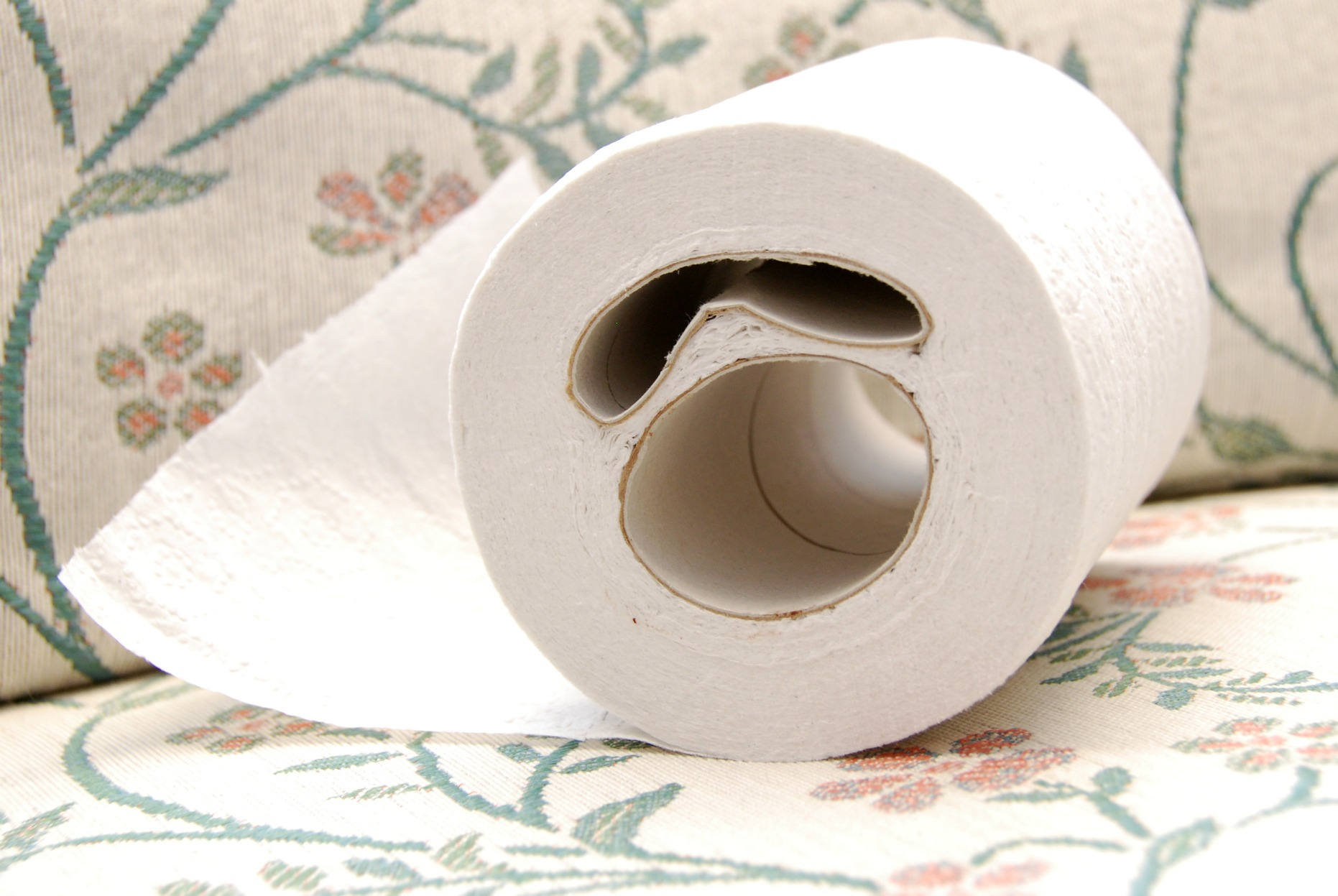
Dieses Toilettenpapier hat einen Produktionsfehler, eignet sich möglicherweise aber noch zum gewöhnlichen Gebrauch.

Mangelhafte Produkte oder Dienstleistungen sind stets das Ergebnis einer Fehlproduktion, die Fehlerkosten verursacht. Zur Fehlproduktion kommt es, wenn Personal und/oder Arbeitsmittel nicht den in Arbeitsanweisungen oder Dienstanweisungen vorgegebenen Qualitätsanforderungen folgen. Resultat sind Fehler, die sich auf die Produkte/Dienstleistungen auswirken. Die betriebsinternen Fehlerkosten (Nacharbeit, Reparatur) fallen bereits vor der Lieferung an den Kunden an und sollen dazu beitragen, die Qualitätsstandards der Produkte oder Dienstleistungen wiederherzustellen und sie marktreif zu machen. Die externen Fehlerkosten (Garantie, Kulanz, Produzentenhaftung, Reklamation, Retoure oder Rückrufaktion) dagegen treten erst nach Lieferung an den Kunden auf.
Bei mangelhaften Produkten/Dienstleistungen ist der für den Qualitätsstandard kalkulierte Preis zu hoch, es besteht objektiv ein qualitätsbedingtes ungünstiges Preis-Leistungs-Verhältnis. Hierdurch wird der Kundennutzen verringert oder er verschwindet ganz. Dies ist für den Käufer – auch hinsichtlich des geringeren oder nicht vorhandenen Nutzwerts – nicht akzeptabel, sodass er Minderung des Kaufpreises, Rücktritt oder Schadensersatz verlangen kann, um das normale Preis-Leistungs-Verhältnis zu erzielen.

## Qualitätsmanagement
In einer qualitätsorientierten Ablauforganisation ist ein Qualitätsmanagement implementiert, das Qualitätsmanagementnormen festlegt und hierdurch den Qualitätsstandard bestimmt, der das Unternehmen verlassen soll. Es soll durch präventive Maßnahmen verhindern, dass Qualitätsmängel erst dem Kunden auffallen und dadurch die Kundenzufriedenheit stören und die Reputation des Unternehmens schädigen. Zum Qualitätskosten verursachenden Qualitätsmanagement gehören die Qualitätsplanung, Qualitätslenkung, Qualitätsprüfung und die Qualitätssicherung. Letztere ist in den Produktionsprozess integriert und will mit Hilfe des Quality Function Deployments Produkte/Dienstleistungen verkaufen, die der Kundenerwartung entsprechen. Sie wird in der Produktion bei wichtigen Ablaufabschnitten durchgeführt, um mögliche Fehlerquellen zu eliminieren und etwaige Schwachstellen aufzudecken.